# Гульневская волость
Гульневская волость — волость в составе Дмитровского уезда Московской губернии. Существовала до 1917 года. Центром волости было село Гульнево. В волостном центре был приход Церкви Рождества Богородицы, 1734 года постройки.

## История
В 1913 году во 2-м стане Дмитровского уезда Гульневской волости числились населённые пункты: сёла Воскресенское (также Кочергино), Глухово, Горки, Гульнево, сельцо Городчаково, деревня Дедлово, село Дьяково, деревни Ермолино, Ивлево, Каменка, Куракино, Комаровка, Костино, Левково, сельцо Мисюрево, деревни Медведково, Матвейково, Марфино, Нефедиха, Насоново, Нестерцово, Пахоткино, Путятино, Подгорново, сельца Поповка, Пески, Раково, Редькино, Ртищево, Селиваново, село Семерлино, сельцо Селино, деревни Сальково, Старое, Свистуха-Борисово, Стигарево, сельцо Сокольники, село Спасское (также Каменка), село Семёновское, деревня Тефаново, сельцо Удино, деревня Федотово, сельца Хорошилово, Шихово, деревня Шиблово (сейчас Шиболово?), сельцо Спасское (также Щёлково), сельцо Ярцево, село Языково.
В 1917 году Гульневская волость была упразднена. Селения Ермолино, Дьяково, Спас-Каменка, Тефаново, Хорошилово и Шиболово были переданы в Деденевскую волость, а Гульнево, Ивлево, Каменка, Левково, Медведково, Нефедиха, Пахоткино, Подгорное, Поповка, Путятино, Свистуха, Селиваново, Сокольники, Старо и Удино — в Обольяновскую волость.

## Инфраструктура
По данным 1913 года в сёлах Дьяково, Спасское (Спас-Каменка) и Языково, деревнях Каменка, Матвейково, Путятино, Семёновское имелись земские училища.